# Montagne russe (EP)
Montagne russe è il primo EP del rapper italiano Random, pubblicato il 5 giugno 2020 per le etichette My Own Family e Visory Records.

## Tracce
1. Frasi fatte – 2:52
2. Chiasso – 3:02
3. Soli al mondo (feat. Ernia) – 3:26
4. Scusa a a a – 3:00
5. Police (feat. Emis Killa) – 2:14
6. Rossetto – 3:48
7. Marionette (feat. Carl Brave) – 2:54
8. Sono un bravo ragazzo un po' fuori di testa – 2:50

## Classifiche

### Classifiche settimanali
| Classifiche (2020) | Posizione massima |
| ------------------ | ----------------- |
| Italia             | 5                 |

### Classifiche di fine anno
| Classifica (2020) | Posizione |
| ----------------- | --------- |
| Italia            | 59        |